# 加東市民病院
加東市民病院（かとうしみんびょういん）は、兵庫県加東市にある医療機関である。加東市病院事業の設置等に関する条例により設置された市立の病院である。

## 沿革
- 1956年（昭和31年）9月 - 国民健康保険社病院が開院。
- 1968年（昭和43年）7月 - 国民健康保険社診療所に縮小。
- 1975年（昭和50年）4月 - 公立社病院として再発足。
- 1992年（平成4年）4月 - 公立社総合病院に改称。
- 2002年（平成14年）4月 - 北播磨地域リハビリテーション広域支援センターに指定。
- 2008年（平成20年）7月 - 加東市民病院に改称。

## 診療科
- 内科
- 神経内科
- 呼吸器内科
- 消化器内科
- 循環器内科
- 小児科
- 外科
- 整形外科
- 泌尿器科
- 皮膚科
- 産婦人科
- 眼科
- 耳鼻咽喉科
- 放射線科
- リハビリテーション科
- 麻酔科

## 医療機関の指定等
- 保険医療機関
- 救急告示病院指定
- 結核予防法指定
- 身体障害者福祉法指定医
- 母子健康法指定養育医療機関
- 労働者災害補償保険法指定医療機関